# Grand Prix Malezji 2007

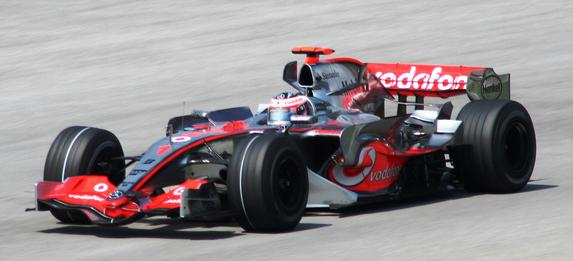
Fernando Alonso podczas Grand Prix Malezji 2007

Wyniki Grand Prix Malezji, drugiej rundy Mistrzostw Świata Formuły 1 w sezonie 2007.

## Opis

### Sesje treningowe
W piątkowych sesjach treningowych przy wysokich temperaturach (ponad 30 °C) kierowcy testowali swoje bolidy przed wyścigiem. W pierwszej sesji treningowej, podobnie jak w Australii, wystawieni zostali tylko dwa kierowcy testowi: Sebastian Vettel z teamu BMW (najwięcej okrążeń podczas pierwszej sesji – 39) oraz Kazuki Nakajima z Williamsa, który spowodował jedyny incydent w czasie pierwszej sesji. Najlepszy czas osiągnął w porannej sesji Felipe Massa na Ferrari (1:34.972 – 17 okrążeń).
W czasie drugiej sesji na torze trenowali już tylko główni kierowcy. Sesja została przerwana na 15 minut przed jej zakończeniem z powodu pęknięcia tylnej opony w Spykerze prowadzonym przez Albersa. Najszybszy czas osiągnął Felipe Massa na Ferrari (1:35.780 – 34 okrążenia), przed kierowcami Renault.
Trzecia sesja treningowa należała do Hamiltona (McLaren) z czasem 1:34.811. Zaraz za nim uplasowali się Felipe Massa (Ferrari) oraz Fernando Alonso (McLaren).

### Kwalifikacje
Kwalifikacje odbywały się w podobnych warunkach jak wcześniejsze sesje treningowe. Już w pierwszym etapie wyeliminowani zostali Rubens Barrichello (Honda) oraz Alexander Wurz (Williams).
Dla zespołu Renault kwalifikacje skończyły się już na drugim etapie, kiedy to obaj kierowcy (Giancarlo Fisichella oraz Heikki Kovalainen) nie zdołali osiągnąć czasu lepszego niż 1:35.595.
Kwalifikacje wygrał Felipe Massa (Ferrari) z czasem 1:35.043. Zaraz za nim ze stratą +0.267 uplasował się Fernando Alonso (McLaren). Trzeci był Kimi Räikkönen (Ferrari) ze stratą +0.436. Bardzo dobre szóste miejsce zajął kierowca Williamsa Nico Rosberg. Również dobry wynikiem były miejsca 8 i 9 dla zespołu Toyota.

### Wyścig
Start wyścigu przebiegł bez większych kolizji. Już na pierwszym okrążeniu prowadzenie objęli Fernando Alonso i Lewis Hamilton pozostawiając za sobą kierowców Ferrari. Piątą i szóstą pozycję zajmowali kierowcy BMW Sauber – Heidfeld i Kubica.
Na pierwszym okrążeniu z wyścigiem pożegnał się Adrian Sutil, kiedy po nieudanej próbie wyprzedzania Buttona znalazł się poza torem.
Przez następne kilka okrążeń wyprzedzony na starcie Felipe Massa próbował minąć Hamiltona. Skończyło się to stratą dwóch pozycji po nieudanym manewrze na szóstym okrążeniu.
Na siódmym okrążeniu, z powodu awarii silnika, wyścig zakończył również drugi kierowca Spyker – Christijan Albers.
Z punktu widzenia Roberta Kubicy wyścig nie należał do udanych. Już na pierwszym zakręcie uszkodził aerodynamikę pojazdu zahaczając o tylną oponę kolegi z zespołu. Później co prawda był w stanie utrzymać przez jakiś czas szóstą pozycję, jednak problemy z utrzymaniem samochodu na torze zmusiły go do przedwczesnego zjechania do boksów. Nawet późniejsza wymiana przedniego skrzydła nie poprawiła sytuacji. Ostatecznie Kubica zajął 18. miejsce z jednym okrążeniem straty.
Dla Coultharda wyścig zakończył się przedwcześnie po 36 okrążenia. Bardzo dobrze spisujący się Nico Rosberg również nie ukończył wyścigu. Na 43cim okrążeniu, gdy znajdował się na szóstej pozycji, zepsuł się w jego bolidzie silnik.
Wyścig wygrał Fernando Alonso, przed kolegą z McLarena – Lewisem Hamiltonem. Trzeci został Kimi Räikkönen na Ferrari przed Heidfeldem na BMW. Zaraz za nim na piątej pozycji dojechał Felipe Massa.

## Lista startowa
| Nr | Kierowca             | Zespół                      | Samochód         | Silnik                       | Opony |
| -- | -------------------- | --------------------------- | ---------------- | ---------------------------- | ----- |
| 1  | Fernando Alonso      | Vodafone McLaren Mercedes   | McLaren MP4-22   | Mercedes-Benz FO108T 2,4l V8 | B     |
| 2  | Lewis Hamilton       | Vodafone McLaren Mercedes   | McLaren MP4-22   | Mercedes-Benz FO108T 2,4l V8 | B     |
| 3  | Giancarlo Fisichella | ING Renault F1 Team         | Renault R27      | Renault RS27 2,4l V8         | B     |
| 4  | Heikki Kovalainen    | ING Renault F1 Team         | Renault R27      | Renault RS27 2,4l V8         | B     |
| 5  | Felipe Massa         | Scuderia Ferrari Marlboro   | Ferrari F2007    | Ferrari 056 2,4l V8          | B     |
| 6  | Kimi Räikkönen       | Scuderia Ferrari Marlboro   | Ferrari F2007    | Ferrari 056 2,4l V8          | B     |
| 7  | Jenson Button        | Honda Racing F1 Team        | Honda RA107      | Honda RA807E 2,4l V8         | B     |
| 8  | Rubens Barrichello   | Honda Racing F1 Team        | Honda RA107      | Honda RA807E 2,4l V8         | B     |
| 9  | Nick Heidfeld        | BMW Sauber F1 Team          | BMW Sauber F1.07 | BMW P86/7 2,4l V8            | B     |
| 10 | Robert Kubica        | BMW Sauber F1 Team          | BMW Sauber F1.07 | BMW P86/7 2,4l V8            | B     |
| 11 | Ralf Schumacher      | Panasonic Toyota Racing     | Toyota TF107     | Toyota RVX-07 2,4l V8        | B     |
| 12 | Jarno Trulli         | Panasonic Toyota Racing     | Toyota TF107     | Toyota RVX-07 2,4l V8        | B     |
| 14 | David Coulthard      | Red Bull Racing             | Red Bull RB3     | Renault RS27 2,4l V8         | B     |
| 15 | Mark Webber          | Red Bull Racing             | Red Bull RB3     | Renault RS27 2,4l V8         | B     |
| 16 | Nico Rosberg         | AT&T Williams               | Williams FW29    | Toyota RVX-07 2,4l V8        | B     |
| 17 | Alexander Wurz       | AT&T Williams               | Williams FW29    | Toyota RVX-07 2,4l V8        | B     |
| 18 | Vitantonio Liuzzi    | Scuderia Toro Rosso         | Toro Rosso STR2  | Ferrari 056 2,4l V8          | B     |
| 19 | Scott Speed          | Scuderia Toro Rosso         | Toro Rosso STR2  | Ferrari 056 2,4l V8          | B     |
| 20 | Adrian Sutil         | Etihad Aldar Spyker F1 Team | Spyker F8-VII    | Ferrari 056 2,4l V8          | B     |
| 21 | Christijan Albers    | Etihad Aldar Spyker F1 Team | Spyker F8-VII    | Ferrari 056 2,4l V8          | B     |
| 22 | Takuma Satō          | Super Aguri F1              | Super Aguri SA07 | Honda RA807E 2,4l V8         | B     |
| 23 | Anthony Davidson     | Super Aguri F1              | Super Aguri SA07 | Honda RA807E 2,4l V8         | B     |
| Nr | Kierowca             | Zespół                      | Samochód         | Silnik                       | Opony |

## Wyniki

### Sesje treningowe
| Sesja | Nr | Kierowca       | Konstruktor      | Czas     | Okr. |
| ----- | -- | -------------- | ---------------- | -------- | ---- |
| 1     | 5  | Felipe Massa   | Ferrari          | 1:34.972 | 17   |
| 2     | 5  | Felipe Massa   | Ferrari          | 1:35.780 | 34   |
| 3     | 2  | Lewis Hamilton | McLaren-Mercedes | 1:34.811 | 14   |

### Kwalifikacje
| Poz. | Nr | Kierowca             | Konstruktor        | Q1       | Q2       | Q3       | Poz. s. |
| --- | --- | -------------------- | ------------------ | -------- | -------- | -------- | ------- |
| 1 | 5 | Felipe Massa         | Ferrari            | 1:35.340 | 1:34.454 | 1:35.043 | 1       |
| 2 | 1 | Fernando Alonso      | McLaren-Mercedes   | 1:34.942 | 1:34.057 | 1:35.310 | 2       |
| 3 | 6 | Kimi Räikkönen       | Ferrari            | 1:35.138 | 1:34.687 | 1:35.479 | 3       |
| 4 | 2 | Lewis Hamilton       | McLaren-Mercedes   | 1:35.028 | 1:34.650 | 1:36.045 | 4       |
| 5 | 9 | Nick Heidfeld        | BMW Sauber         | 1:35.617 | 1:35.203 | 1:36.543 | 5       |
| 6 | 16 | Nico Rosberg         | Williams-Toyota    | 1:35.755 | 1:35.380 | 1:36.829 | 6       |
| 7 | 10 | Robert Kubica        | BMW Sauber         | 1:35.294 | 1:34.739 | 1:36.896 | 7       |
| 8 | 12 | Jarno Trulli         | Toyota             | 1:35.666 | 1:35.255 | 1:36.902 | 8       |
| 9 | 11 | Ralf Schumacher      | Toyota             | 1:35.736 | 1:35.595 | 1:37.078 | 9       |
| 10 | 15 | Mark Webber          | Red Bull-Renault   | 1:35.727 | 1:35.579 | 1:37.345 | 10      |
| 11 | 4 | Heikki Kovalainen    | Renault            | 1:36.092 | 1:35.630 |          | 11      |
| 12 | 3 | Giancarlo Fisichella | Renault            | 1:35.879 | 1:35.706 |          | 12      |
| 13 | 14 | David Coulthard      | Red Bull-Renault   | 1:35.730 | 1:35.766 |          | 13      |
| 14 | 22 | Takuma Satō          | Super Aguri-Honda  | 1:36.430 | 1:35.945 |          | 14      |
| 15 | 7 | Jenson Button        | Honda              | 1:35.913 | 1:36.088 |          | 15      |
| 16 | 18 | Vitantonio Liuzzi    | Toro Rosso-Ferrari | 1:36.140 | 1:36.145 |          | 16      |
| 17 | 19 | Scott Speed          | Toro Rosso-Ferrari | 1:36.578 |          |          | 17      |
| 18 | 23 | Anthony Davidson     | Super Aguri-Honda  | 1:36.816 |          |          | 18      |
| 19 | 8 | Rubens Barrichello   | Honda              | 1:36.827 |          |          | PIT     |
| 20 | 17 | Alexander Wurz       | Williams-Toyota    | 1:37.326 |          |          | 19      |
| 21 | 21 | Christijan Albers    | Spyker-Ferrari     | 1:38.279 |          |          | 20      |
| 22 | 20 | Adrian Sutil         | Spyker-Ferrari     | 1:38.415 |          |          | 21      |
| Poz. | Nr | Kierowca             | Konstruktor        | Q1       | Q2       | Q3       | Poz. s. |
| \| Legenda \| Legenda \| \| ------------------------ \| ---------------------------------------------------------------------------------------------------------------------------------------------------------------------------------------------------------------------------------------------------------------- \| \| Poz. Nr Q1 Q2 Q3 Poz. s. \| Pozycja zajęta w sesji kwalifikacyjnej Numer startowy kierowcy Wynik uzyskany w pierwszej części kwalifikacji Wynik uzyskany w drugiej części kwalifikacji Wynik uzyskany w trzeciej części kwalifikacji Pozycja startowa po uwzględnięniu kar, przesunięć, itp. \| | |                      |                    |          |          |          |         |
| Legenda | |                      |                    |          |          |          |         |
| Poz. Nr Q1 Q2 Q3 Poz. s. | Pozycja zajęta w sesji kwalifikacyjnej Numer startowy kierowcy Wynik uzyskany w pierwszej części kwalifikacji Wynik uzyskany w drugiej części kwalifikacji Wynik uzyskany w trzeciej części kwalifikacji Pozycja startowa po uwzględnięniu kar, przesunięć, itp. |                      |                    |          |          |          |         |

### Wyścig
| P                 | + / –     | Nr | Kierowca             | Konstruktor        | Okr. | Czas / Strata | Komentarz       |
| ----------------- | --------- | -- | -------------------- | ------------------ | ---- | ------------- | --------------- |
| 1                 | 1         | 1  | Fernando Alonso      | McLaren-Mercedes   | 56   | 1h32:14.930   |                 |
| 2                 | 2         | 2  | Lewis Hamilton       | McLaren-Mercedes   | 56   | +0:15.557     |                 |
| 3                 | Bez zmian | 6  | Kimi Räikkönen       | Ferrari            | 56   | +0:18.339     |                 |
| 4                 | 1         | 9  | Nick Heidfeld        | BMW Sauber         | 56   | +0:33.777     |                 |
| 5                 | 4         | 5  | Felipe Massa         | Ferrari            | 56   | +0:36.705     |                 |
| 6                 | 6         | 3  | Giancarlo Fisichella | Renault            | 56   | +1:05.638     |                 |
| 7                 | 1         | 12 | Jarno Trulli         | Toyota             | 56   | +1:10.132     |                 |
| 8                 | 3         | 4  | Heikki Kovalainen    | Renault            | 56   | +1:12.015     |                 |
| 9                 | 10        | 17 | Alexander Wurz       | Williams-Toyota    | 56   | +1:29.924     |                 |
| 10                | Bez zmian | 15 | Mark Webber          | Red Bull-Renault   | 56   | +1:33.556     |                 |
| 11                | 11        | 8  | Rubens Barrichello   | Honda              | 55   | +1 okr.       |                 |
| 12                | 3         | 7  | Jenson Button        | Honda              | 55   | +1 okr.       |                 |
| 13                | 1         | 22 | Takuma Satō          | Super Aguri        | 55   | +1 okr.       |                 |
| 14                | 3         | 19 | Scott Speed          | Toro Rosso-Ferrari | 55   | +1 okr.       |                 |
| 15                | 6         | 11 | Ralf Schumacher      | Toyota             | 55   | +1 okr.       |                 |
| 16                | 2         | 23 | Anthony Davidson     | Super Aguri-Honda  | 55   | +1 okr.       |                 |
| 17                | 1         | 18 | Vitantonio Liuzzi    | Toro Rosso-Ferrari | 55   | +1 okr.       |                 |
| 18                | 11        | 10 | Robert Kubica        | BMW Sauber         | 55   | +1 okr.       |                 |
| Niesklasyfikowani |           |    |                      |                    |      |               |                 |
|                   |           | 16 | Nico Rosberg         | Williams-Toyota    | 42   |               | silnik          |
|                   |           | 14 | David Coulthard      | Red Bull-Renault   | 36   |               | pedał hamulca   |
|                   |           | 21 | Christijan Albers    | Spyker-Ferrari     | 7    |               | skrzynia biegów |
|                   |           | 20 | Adrian Sutil         | Spyker-Ferrari     | 1    |               | wypadł z toru   |
| P                 | + / –     | Nr | Kierowca             | Konstruktor        | Okr. | Czas / Strata | Komentarz       |

### Najszybsze okrążenie
| Nr | Kierowca       | Konstruktor      | Czas     | Okr. |
| -- | -------------- | ---------------- | -------- | ---- |
| 2  | Lewis Hamilton | McLaren-Mercedes | 1:36.701 | 22   |

## Klasyfikacje po wyścigu

### Kierowcy
| P                 | +/− | Kierowca             | Starty | Punkty | P1 | P2 | P3 | PP | NO | NS |
| ----------------- | --- | -------------------- | ------ | ------ | -- | -- | -- | -- | -- | -- |
| 1                 | +1  | Fernando Alonso      | 2      | 18     | 1  | 1  | -  | -  | -  | -  |
| 2                 | −1  | Kimi Räikkönen       | 2      | 16     | 1  | -  | 1  | 1  | 1  | -  |
| 3                 | 0   | Lewis Hamilton       | 2      | 14     | -  | 1  | 1  | -  | 1  | -  |
| 4                 | 0   | Nick Heidfeld        | 2      | 10     | -  | -  | -  | -  | -  | -  |
| 5                 | 0   | Giancarlo Fisichella | 2      | 7      | -  | -  | -  | -  | -  | -  |
| 6                 | 0   | Felipe Massa         | 2      | 7      | -  | -  | -  | 1  | -  | -  |
| 7                 | 0   | Nico Rosberg         | 2      | 2      | -  | -  | -  | -  | -  | 1  |
| 8                 | +1  | Jarno Trulli         | 2      | 2      | -  | -  | -  | -  | -  | -  |
| 9                 | −1  | Ralf Schumacher      | 2      | 1      | -  | -  | -  | -  | -  | -  |
| 10                | 0   | Heikki Kovalainen    | 2      | 1      | -  | -  | -  | -  | -  | -  |
| 11                | N   | Alexander Wurz       | 2      | -      | -  | -  | -  | -  | -  | 1  |
| 12                | +1  | Mark Webber          | 2      | -      | -  | -  | -  | -  | -  | -  |
| 13                | −2  | Rubens Barrichello   | 2      | -      | -  | -  | -  | -  | -  | -  |
| 14                | +1  | Jenson Button        | 2      | -      | -  | -  | -  | -  | -  | -  |
| 15                | −3  | Takuma Satō          | 2      | -      | -  | -  | -  | -  | -  | -  |
| 16                | −2  | Vitantonio Liuzzi    | 2      | -      | -  | -  | -  | -  | -  | -  |
| 17                | N   | Scott Speed          | 2      | -      | -  | -  | -  | -  | -  | 1  |
| 18                | −2  | Anthony Davidson     | 2      | -      | -  | -  | -  | -  | -  | -  |
| 19                | −2  | Adrian Sutil         | 2      | -      | -  | -  | -  | -  | -  | 1  |
| 20                | N   | Robert Kubica        | 2      | -      | -  | -  | -  | -  | -  | 1  |
| Niesklasyfikowani |     |                      |        |        |    |    |    |    |    |    |
| -                 |     | David Coulthard      | 2      | -      | -  | -  | -  | -  | -  | 2  |
| -                 |     | Christijan Albers    | 2      | -      | -  | -  | -  | -  | -  | 2  |
| P                 | +/− | Kierowca             | Starty | Punkty | P1 | P2 | P3 | PP | NO | NS |

### Konstruktorzy
| P  | +/− | Konstruktor        | Starty | Punkty | P1 | P2 | P3 | PP | NO | NS |
| -- | --- | ------------------ | ------ | ------ | -- | -- | -- | -- | -- | -- |
| 1  | 0   | McLaren-Mercedes   | 4      | 32     | 1  | 2  | 1  | -  | 1  | -  |
| 2  | 0   | Ferrari            | 4      | 23     | 1  | -  | 1  | 2  | 1  | -  |
| 3  | 0   | BMW Sauber         | 4      | 10     | -  | -  | -  | -  | -  | 1  |
| 4  | 0   | Renault            | 4      | 8      | -  | -  | -  | -  | -  | -  |
| 5  | +1  | Toyota             | 4      | 3      | -  | -  | -  | -  | -  | -  |
| 6  | −1  | Williams-Toyota    | 4      | 2      | -  | -  | -  | -  | -  | 2  |
| 7  | +2  | Red Bull-Renault   | 4      | -      | -  | -  | -  | -  | -  | 2  |
| 8  | −1  | Honda              | 4      | -      | -  | -  | -  | -  | -  | -  |
| 9  | −1  | Super Aguri-Honda  | 4      | -      | -  | -  | -  | -  | -  | -  |
| 10 | 0   | Toro Rosso-Ferrari | 4      | -      | -  | -  | -  | -  | -  | 1  |
| 11 | 0   | Spyker-Ferrari     | 4      | -      | -  | -  | -  | -  | -  | 3  |
| P  | +/− | Konstruktor        | Starty | Punkty | P1 | P2 | P3 | PP | NO | NS |

### Prowadzenie w wyścigu
| Nr                              | Kierowca        | Okrążenia          | Suma |
| ------------------------------- | --------------- | ------------------ | ---- |
| 1                               | Fernando Alonso | 1-18, 22-40, 42-56 | 52   |
| 2                               | Lewis Hamilton  | 19-20              | 2    |
| 9                               | Nick Heidfeld   | 21                 | 1    |
| 6                               | Kimi Räikkönen  | 41                 | 1    |
| \| Wykres \| \| ------ \| \| \| |                 |                    |      |
| Wykres                          |                 |                    |      |
|                                 |                 |                    |      |